# Luoföld
Luoföld (korábbi neve Kavirondo) a luo törzs Kenyában élő része lakta terület Kenya nyugati részében, amely átterjed Uganda keleti felébe, illetve Észak-Tanzániába is. A Luolanddal szomszédos nem-luo  területek Padhola (nyugaton, Ugandában), északon a luhják és a nandik szállásai, keleten a kipszigiszek, délen a gusziik és a kurják.
Luoföld legnagyobb városa Kiszumu, Nyanza tartomány székhelye. Nagy tava a Viktória-tó.
Luoföldön 1500 körül jelentek meg a luók, akik a mai Uganda területéről érkeztek ide. Az első európai, aki beszámolt róluk, Joseph Thomson volt, aki 1883. november 28-án küzdötte el magát a kavirondo Kabarasz faluig. Először rendkívüli módon meglepődött azon, hogy a luók szomszédaiktól eltérően ruhátlanul jártak, végül azonban azt írta, hogy „az erkölcsnek semmi köze a ruházathoz”, hiszen a luók „a legerkölcsösebbek a régióban lakó törzsek között”. 